# Хамтрамик (Мичиген)
Хамтрамик (енгл. Hamtramck) град је у америчкој савезној држави Мичиген. По попису становништва из 2010. у њему је живело 22.423 становника.

## Демографија
Према попису становништва из 2010. у граду је живело 22.423 становника, што је 553 (2,4%) становника мање него 2000. године.
| Група             | 2000.          | 2010.          |
| Белци             | 13.872 (60,4%) | 11.876 (53,0%) |
| Афроамериканци    | 3.473 (15,1%)  | 4.317 (19,3%)  |
| Азијати           | 2.382 (10,4%)  | 4.831 (21,5%)  |
| Хиспаноамериканци | 300 (1,3%)     | 328 (1,5%)     |
| Укупно            | 22.976         | 22.423         |